# 刁文持

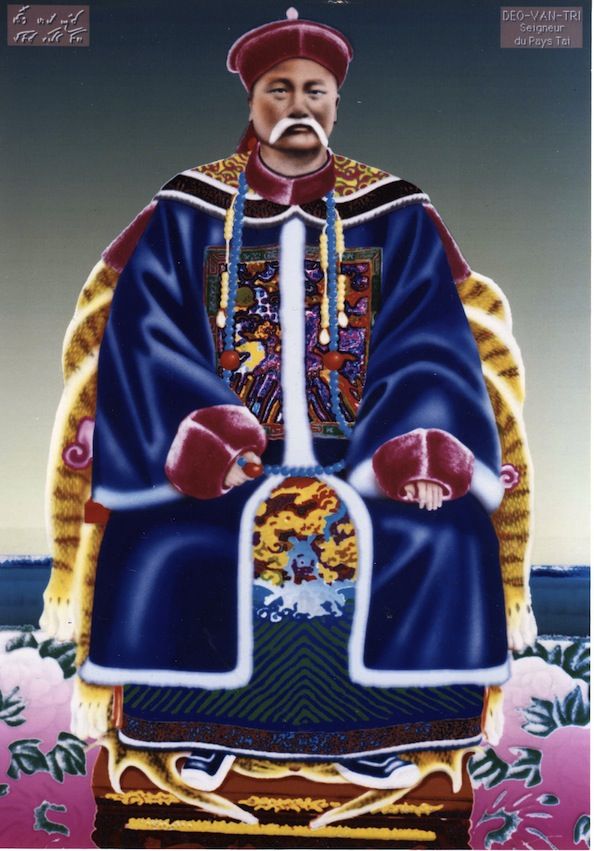
刁文持

刁文持（越南语：／；1849年—1908年），泰族名坎温（泰語： 泰語發音：[kʰam˦˥ ʔum˥˩]），越南莱州地区的白泰土酋。

## 生平
刁文持在早年在琅勃拉邦的香通寺出家当僧人，后来回到莱州。其父刁文撑死后，继任土酋之位，其统治区域为莱州、奠边及遵教一带。
1885年，尊室说发动勤王运动，刁文持在莱州举兵响应。刁文持率领泰族民兵，与阮文甲和阮光碧合兵，以今丰收县及申渊县为据点，同法国殖民者抗争。虽然刁文持未能夠抵抗法國军隊的进攻，但是泰族民兵令到法國军隊承受沉重代价。与此同时，尊室说的勤王军被法军围困在广平，尊室说弃咸宜帝，来到莱州投奔刁文持。尊室说性格多疑，杀死了许多他怀疑与法国勾结的属下，引起了刁文持的不满。因此尊室说又怀疑刁文持，弃之逃往清朝。
1887年，刁文持之弟发动反对暹罗的霍人战争，被拉玛五世派兵擒获。刁文持得知后，便与逃窜到越南境内的黑旗军联手展开报复行动，攻打琅勃拉邦王国。琅勃拉邦被攻破，副王梭发那·蓬玛在6月8日被斩首。国王温坎在法国殖民者奥古斯特·帕维的保护下逃往暹罗。刁文持将琅勃拉邦的香通寺和迈佛寺作为自己的统治中心，保护这些佛教建筑。
1890年，帕维与刁文持签订协议，法国殖民政府承认刁文持的统治，任命他为山罗省莱州道（泰族十二州）的土司，先后担任知州、管道等官职。
1908年，刁文持逝世，其子刁文抗袭位。他的另一个儿子刁文龙，曾在奠边府战役中支持法国。